# Ojiya
Ojiya (小千谷市 -shi) é uma cidade japonesa localizada na província de Niigata.
Em 2003 a cidade tinha uma população estimada em 40 883 habitantes e uma densidade populacional de 263,56 h/km². Tem uma área total de 155,12 km².
Recebeu o estatuto de cidade a 10 de Março de 1954.